# 1989 SN5
1989 SN5 är en asteroid i huvudbältet som upptäcktes den 24 september 1989 av det nyzeeländska astronomparet Pamela M. Kilmartin och Alan C. Gilmore vid Mount John University Observatory.
Asteroiden har en diameter på ungefär 3 kilometer.